# NGC 4156
NGC 4156 este o hi (21cm) source⁠(d) situată în constelația Câinii de Vânătoare. A fost descoperită în 1787 de către William Herschel. Se află la o distanță de 98,47 de megaparseci de Pământ.